# Diada de la Santa Creu

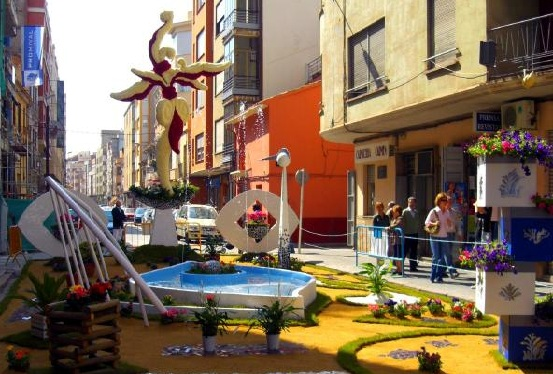
Falla durant les Creus de Maig a Borriana el 2012

La Diada de la Santa Creu, Creu de Maig, Invenció de la Santa Creu o també Festa de les Creus és una de les festes dins del ritu romà per celebrar el culte a la Creu de Crist.
«Invenció» (del llatí invenio, «descobrir») és el nom litúrgic i oficial. En canvi Creu de Maig o festa de les Creus és la denominació popular d'aquesta celebració catòlica. Se celebra el 3 de maig, i l'Església catòlica, segons el ritu romà, ha situat la troballa de la santa Creu en aquest dia. És una festivitat molt estesa a Espanya i Hispanoamèrica. Però després de la reforma de la litúrgia romana per Joan XXIII, el 1960 amb el motu proprio Rubricarum instructum, va perdre importància en el calendari romà.

## Història
L'origen rau en commemorar la troballa per part de Santa Helena, mare de l'emperador Constantí, de la veritable creu de Jesucrist en la seva peregrinació a Jerusalem. En tractar-se d'una festa relacionada amb la passió de Crist, la seva Creu, la festa en ritu romà és de color vermell.
Certs autors enllacen la festa de la Creu de Maig amb un origen pre-cristià en l'Arbre de Maig. El culte a l'arbre ha estat comú en la religió europea i s'ha donat, entre altres pobles, en celtes, germànics, grecs, romans i eslaus. El l'Arbor Intrat romà es tallava un pi, s'engalanava amb garlandes violetes, cintes de llana i una imatge d'Atis i es portava al temple de Cíbele. A la França medieval els pagesos posaven l'1 de maig arbres decorats enfront de les cases senyorials i les esglésies. El costum de l'arbre decorat es donava entre els eslaus a la fi de abril. A Romania els gitanos feien una festivitat similar el 23 d'abril, dia de Sant Jordi, que anomenaven el «Jordi verd».
En algunes èpoques, aquest costum va ser prohibit per clergues i nobles. A Anglaterra es va deixar de fer al llarg del segle xvii, a causa de la Reforma protestant. El costum de l'arbre ha estat habitual a Espanya (sobretot a Castella), celebrant-se normalment entre el 30 d'abril i el 3 de maig. En alguns llocs (sobretot catòlics) el costum de l'arbre va passar a ser el Maig Florit o la Pasqua Florida.
La festivitat sol situar-se el 3 de maig per ser aquesta data la de la «invenció» (és a dir, la «troballa») per santa Helena l'any 326 de la «veritable creu» (Veracreu) on Crist va ser crucificat.
Encara que el 3 de maig se celebra la Invenció de la Santa Creu (o Creu Verda, pel caràcter vegetal de la primavera), l'Església va situar el 14 de setembre la celebració de l'Exaltació de la Santa Creu (o Creu Seca).

## La Diada de la Santa Creu a Catalunya
La devoció a la Santa Creu és present a Catalunya des de temps antics tal com ho demostren les dedicatòries de vells edificis eclesiàstics arreu del territori. L'advocació a la Santa Creu és la primera, molt abans de la de santa Eulàlia, de la catedral de Barcelona. L'obra Catalunya romànica, diu que «la primera catedral de Barcelona de què es tenen notícies documentades es troba dedicada a la Santa Creu, almenys des del 599, i també a santa Eulàlia, des del 877». Aquesta referència es troba en les actes d'un concili que va tenir lloc a Barcelona el primer de novembre del 599.
Tot i aquesta referència documental, la tradició es va encarregar d'embellir i envellir el motiu d'aquesta advocació de la seu barcelonina. Xavier Barral explica que «segons la tradició popular, en el lloc on hi ha la seu actual hi havia un pinar on sant Jaume va predicar la nova llei de Crist per primera vegada a la ciutat» i segueix dient que «com a testimoni d'aquest fet va agafar dues branques de pins joves, propers l'un de l'altre, i en va fer una creu. En record d'aquest primer símbol religiós, es diu que se’n va aixecar una pedra que encara es conserva al terrat de la catedral» i conclou que «d'aquí també es conta que ve la dedicació de la catedral a la Santa Creu».
D'una antiga advocació o dedicació a la santa Creu i, a més, de la vinculació d'aquesta amb l'advocació a santa Helena hi ha un exemple a l'Alt Empordà. Es tracta d'un poblet, en ruïnes, i l'església que li devia servir de centre religiós, no gaire lluny del monestir de Sant Pere de Rodes. Es tracta de l'església Santa Helena de Rodes. L'antiguitat de poble i església és indubtable i, almenys, es considera la seva existència almenys de l'alta edat mitjana.
També, la capital de la comarca de l'Alt Empordà, Figueres, celebra la seva festa major als voltants del 3 de maig, anomenant-se Fires i Festes de la Santa Creu.

## Les Creus de Maig al País Valencià
El 3 de maig València i altres poblacions del país engalanen els seus carrers i places col·locant creus de flors.
La celebració té el seu origen a l'edat mitjana quan es començà a commemorar la trobada de la creu de Jesucrist per Santa Helena, mare de l'emperador Constantí I el Gran.